# محطة قطار أسلوكتون
محطة قطار أسلوكتون (بالإنجليزية: Aslockton railway station)‏‏ هي محطة قطار في المملكة المتحدة، تُشغلها قطارات إيست ميدلاند. افتُتحت هذه المحطة في 15 يوليو 1850، ويبلغ عدد مسارات أرصفتها 2.